# Finanzsystem
Das Finanzsystem (englisch financial system) ist in der Wirtschaft ein System, das die Zahlungsströme zwischen Zahlungspflichtigen und Zahlungsempfängern organisiert und das sich aus Finanzintermediären, Finanzmärkten, Infrastrukturen und Finanzmarktaufsicht zusammensetzt.

## Allgemeines
Finanzsysteme sind Teil der Finanzwirtschaft, es gibt sie auf verschiedenen Ebenen. Sie bestehen global (globales Finanzsystem), national (vor allem Finanzausgleich, Finanzmärkte, Interbankenhandel, Zahlungssysteme) und regional sowie aus einzelwirtschaftlicher Sicht auf der Ebene eines oder mehrerer Unternehmen (Cash Management). Finanzsysteme beinhalten die Instrumente, Institutionen, Märkte und Regeln, die das Marktverhalten bei Zahlungsströmen zwischen Käufern und Verkäufern und zwischen Sparern und Kreditgebern überwachen.
Hans Büschgen zufolge können unter einem Finanzsystem das Bankensystem und die Finanzintermediäre, der Bundesbank zufolge die Finanzmärkte und die finanzielle Infrastruktur für die Zahlungsverkehrs- und Wertpapierabwicklung verstanden werden. Zum Finanzsektor wiederum gehören alle Institutionen und Systeme, die finanzielle Leistungen für eine Volkswirtschaft erbringen. Dazu zählen insbesondere Finanzmärkte und Finanzintermediäre (Kreditinstitute, Versicherungen usw.).

## Rechtsfragen
Zum Finanzsystem gehören nach Art. 2b Verordnung (EU) Nr. 1092/2010 des Europäischen Parlaments und des Rates vom 24. November 2010 (ESRB-VO) „alle Finanzinstitute, Finanzmärkte, Finanzprodukte und Finanzmarktinfrastrukturen“. Der Begriff Finanzsystem ist nach § 1 Abs. 33 KWG ein Rechtsbegriff, wird aber dort nicht definiert, sondern hat den Zweck, Störungen mit schwerwiegenden negativen Auswirkungen für das Finanzsystem und die Realwirtschaft im Rahmen eines Systemrisikos zu beschreiben.

## Organisation
Finanzsysteme sorgen für den reibungslosen Austausch von Handelsobjekten wie Finanzinstrumente, Finanzkontrakte, Finanzprodukte, Zahlungsmittel oder auch von Zahlungen. Aufgabe des Finanzsystems ist es, Zahlungsströme zwischen Marktteilnehmern zu ermöglichen sowie den Austausch finanzieller Mittel zwischen Überschuss- und Defizitsubjekten zu erleichtern. Dieser Austausch findet durch Marktteilnehmer auf den Finanzmärkten statt. Zu den Finanzmärkten gehören Börsen, Geld-, Devisen- und Kapitalmarkt. Diese Märkte unterliegen einer Marktordnung, die mehr oder weniger intensiv durch staatliche Marktregulierung überwacht wird. Grundsätzlich steht dem Angebot die Nachfrage gegenüber, welche durch den Marktpreis zum Ausgleich kommen. Nicht immer sind alle Handelsobjekte stets verfügbar, es kann zu unterschiedlichen Markttiefen auf Teilmärkten kommen. Bedeutende staatliche Institutionen im Finanzsystem sind die Zentralbanken, supranationale Banken (zum Beispiel die Weltbank, internationale Entwicklungsbanken mit regionalem Tätigkeitsfeld, die Bank für Internationalen Zahlungsausgleich), der Internationale Währungsfonds und verschiedene Aufsichtsbehörden (zum Beispiel die Bundesanstalt für Finanzdienstleistungsaufsicht).
Finanzsysteme sind ein wesentliches Instrument zur gesellschaftlichen Organisation der Vermögensverteilung, von Werten und Reichtum. Die Organisation der Verteilung gesellschaftlichen Reichtums fällt geschichtlich und kulturell sowie nach der jeweiligen Gesellschaftsordnung und ihren Vorstellungen von einer „gerechten“ Verteilung sehr unterschiedlich aus. Größere Unterschiede existieren in der Frage der Zulässigkeit von Zinsen, Handelsstrategien, der Besteuerung, der Verteilung und Bemessung nach gesellschaftlicher Zugehörigkeit und dem Marktzugang von Marktteilnehmern.
International
Umstritten ist die ideale Organisationsform eines Finanzsystems. Die Finanzsysteme der Industriestaaten unterscheiden sich zum Teil erheblich in ihrer Ausgestaltung. Während die USA und das Vereinigte Königreich eine größere Bedeutung des Kapitalmarktes aufweisen (kapitalmarktbasierte Finanzsysteme), ziehen Deutschland und alle übrigen EU-Mitgliedstaaten sowie Japan zu einem größeren Teil Finanzintermediäre (bankbasierte Finanzsysteme) vor. Als Vorteile von bankbasierten Systemen werden die guten Überwachungsmöglichkeiten genannt, welche aus der relativ engen Beziehung zwischen Bankkunden und ihren Hausbanken entstehen. Durch diese können Corporate-Governance-Probleme, die auf asymmetrischen Informationen beruhen, effektiver gelöst werden als bei vielen einzelnen Gläubigern. Dagegen besteht in einem bankbasierten System die Gefahr des Machtmissbrauchs der Hausbanken, wenn sie nicht der Machtkontrolle unterliegen.
Deutschland
Das deutsche Finanzsystem ist bankbasiert mit einer Vielzahl von Universalbanken und Spezialbanken, die alle Wirtschaftssubjekte mit Finanzierungen versorgen. Zu beobachten ist eine zunehmende Kapitalmarktorientierung für Großunternehmen und auch für kleine und mittlere Unternehmen. Besonderheit ist das Drei-Säulen-Modell aus öffentlichen (Sparkassen und Landesbanken), Genossenschaftsbanken und Privatbanken.

## Systemrisiko
Die Gefahr von Marktstörungen oder Marktversagen ist in Finanzsystemen latent vorhanden. Deshalb ist in Finanzsystemen eine Finanzmarktaufsicht installiert. In modernen Finanzsystemen werden Systemrisiken durch die Finanzintermediäre selbst (Risikomanagement, Krisenmanagement, Krisenprävention) und durch die Bankenaufsicht überwacht. So definiert beispielsweise § 1 Abs. 33 KWG das Systemrisiko als „das Risiko einer Störung im Finanzsystem, die schwerwiegende negative Auswirkungen für das Finanzsystem und die Realwirtschaft haben kann“.
Art. 2c ESRB-VO definiert Systemrisiken als „Risiken einer Beeinträchtigung des Finanzsystems, die das Potenzial schwerwiegender negativer Folgen für den Binnenmarkt und die Realwirtschaft beinhalten“. Alle Arten von Finanzmittlern, -märkten und -infrastrukturen können potenziell in gewissem Maße von systemischer Bedeutung sein. Kennzeichnend für das Systemrisiko ist demnach, dass es nicht bei der Instabilität des Finanzsystems bleibt, sondern sich das Risiko auf übrige Systeme wie die Realwirtschaft ausbreitet.

## Funktion des Finanzsystems
Die wichtigsten Funktionen des Finanzsektors sind die Geldfunktion, die Lenkungsfunktion (Allokationsfunktion), d. h. die Vermittlung und Koordination des finanziellen Mittelflusses zwischen Kreditgebern (Gläubiger) und Kreditnehmern (Schuldner), und die Versicherungsfunktion (Diversifikationsfunktion), d. h. die Reduktion des mit der Überlassung von finanziellen Mitteln verbundenen Risikos.

### Lenkungsfunktion (Allokationsfunktion)
Das Finanzsystem koordiniert den Fluss der finanziellen Mittel von den Kreditgebern zu den Kreditnehmern. Kreditgeber sind zum Beispiel Privathaushalte, die sich in der Vermögensaufbauphase befinden und nicht ihr gesamtes laufendes Einkommen konsumieren. Mit den Ersparnissen können später größere Anschaffungen vorgenommen oder Vorsorge für das Alter betrieben werden. Kreditnehmer sind zum Beispiel Unternehmen, die Investitionen finanzieren, private Haushalte, die ein Eigenheim oder Konsumwünsche finanzieren, oder Gebietskörperschaften, die ein Haushaltsdefizit durch Verschuldung ausgleichen müssen. Über den Marktpreis (Zins), der für die zeitweise Überlassung finanzieller Mittel zu zahlen ist, werden die Ersparnisse in diejenigen Verwendungen gelenkt, die die größte erwartete reale Rendite versprechen.

### Versicherungsfunktion (Diversifikationsfunktion)
Statt die gesamten Ersparnisse in individuelle Projekte zu investieren, können Kreditgeber ihre Ersparnisse in viele verschiedene Verwendungen investieren, so dass sie von den Ideen und der Produktivität anderer profitieren können und von negativen Entwicklungen in einzelnen Branchen oder Regionen nicht so stark getroffen werden. Von der Risikominderung profitieren wiederum sowohl Kreditgeber als auch Kreditnehmer. Kreditgeber werden in der Regel als risikoavers angenommen, d. h., sie bevorzugen bei gleicher erwarteter Rendite sichere Anlagen (mit geringerer Streuung der Ergebnisse) gegenüber unsicheren. Risikoaverse Kapitalgeber stellen ihre Ersparnisse für riskante Projekte nur dann zur Verfügung, wenn sie mit einer entsprechenden Risikoprämie für die Übernahme des Risikos belohnt werden. Lässt sich nun durch die Aufteilung der Ersparnisse in viele Verwendungen das durchschnittliche Risiko reduzieren, dann sind auch die Risikoprämien niedriger.

## Struktur des Finanzsystems
Ein funktionierendes Finanzsystem ist von entscheidender Bedeutung für die Entwicklung und das Wirtschaftswachstum einer Volkswirtschaft. Es ist empirisch gut belegt, dass die Verfügbarkeit finanzieller Ressourcen für private Kreditnehmer positive Auswirkungen auf das durchschnittliche reale Pro-Kopf-Einkommen eines Landes hat. Die Verfügbarkeit finanzieller Mittel fördert die Investitionstätigkeit und den technologischen Fortschritt. Neben der bloßen Verfügbarkeit finanzieller Mittel ist allerdings auch die Effizienz des Finanzsystems von Bedeutung.

## Kontrolle und Informationszugang
Für die Kontrolle des Finanzsektors ist in Deutschland die Finanzdienstleistungsaufsicht zuständig, konkret ist das die BaFin. Inwieweit das Recht auf Aktenzugang gewährt wird, regelt das Informationsfreiheitsgesetz des Bundes (IFG) und das Kreditwesengesetz (KWG). Die Finanzsysteme der EU-Mitgliedstaaten werden durch die Europäische Zentralbank und die Europäische Bankenaufsichtsbehörde überwacht.

## Wirtschaftliche Aspekte
Die Stabilität von Finanzsystemen ist von erheblicher Bedeutung für die Marktteilnehmer und das gesamte Wirtschaftssystem. Stabilität ist ein Begriff der Gleichgewichtstheorie und kennzeichnet dort ein System, in welchem sich, von einer beliebigen Ausgangslage ausgehend, „‚von selbst‘ ein Marktgleichgewicht einspielt“. Ist von der Stabilität des Finanzsystems die Rede, so wird nicht dieser Gleichgewichtsbegriff gemeint sein, sondern eher die Funktionsfähigkeit. Ein Finanzsystem ist stabil und funktionsfähig, wenn die Finanzbeziehungen zwischen den Wirtschaftssubjekten störungsfrei ablaufen. Ein Finanzsystem ist dagegen instabil, wenn eine Systemkrise – wie etwa eine Finanzkrise oder Wirtschaftskrise – vorhanden ist. Eine Systemkrise liegt vor, wenn eine Störung die Funktionsfähigkeit des Systems erheblich beeinträchtigt.

## Internationalisierung des Finanzhandels
Die Gesamtheit der nationalen Finanzsysteme und ihre Interaktion bezeichnet man auch als das globale (internationale) Finanzsystem. Außerdem treten hier Staaten auch als internationale Gläubiger und Schuldner auf (internationaler Kreditverkehr).
Ungefähr seit 1980 lässt sich eine zunehmende internationale Integration des Finanzhandels beobachten. Internationaler Finanzhandel findet zum Beispiel statt, wenn ein Privatanleger aus den USA deutsche Unternehmensanleihen oder wenn eine deutsche Bank russische Staatsanleihen kauft. Die finanzielle Integration kann anhand verschiedener Kriterien gemessen werden. Das Volumen der grenzüberschreitenden Wertpapiertransaktionen (festverzinsliche Wertpapiere und Aktien) zwischen den USA, Deutschland und Japan ist zum Beispiel von durchschnittlich 15 Prozent des jeweiligen Bruttoinlandsprodukts in den Jahren 1975–1979 auf knapp 600 Prozent in den Jahren 1995–2000 gestiegen. Seit 1990 haben zwar auch die Kapitalströme von Industrieländern in Schwellen- und Entwicklungsländer erheblich zugenommen, aber der überwiegende Anteil der Finanztransaktionen findet nach wie vor zwischen den Industrieländern statt.
Deutlich wird die Zunahme der Bedeutung internationaler Finanztransaktionen auch am Verhältnis von weltweiten Devisen- und Exportumsätzen. 1979 hatten die weltweiten Devisenumsätze ein Volumen von 17,5 Billionen US-Dollar, während die weltweiten Exporte einen Umfang von 1,5 Billionen US-Dollar hatten. Das entsprach einem Verhältnis von 12:1. Im Jahr 1998 betrug dieses Verhältnis 69:1 (Devisen: 372 Billionen US-Dollar, Exporte: 5,4 Billionen US-Dollar). Allerdings ist auch heute der intranationale Handel auf Güter- und Finanzmärkten immer noch wesentlich bedeutender als der internationale Handel.
Unternehmer mit profitablen Projekten können sich im Ausland verschulden, wenn die inländische Ersparnis nicht ausreichend groß ist, um alle profitablen Investitionsprojekte im Inland mit Kapital zu versorgen. Letzteres ist theoretisch für Schwellen- und Entwicklungsländer zu erwarten. Dort ist die Produktivität zusätzlichen Kapitals besonders hoch, weil sich die öffentliche Infrastruktur und der private reale Kapitalstock auf relativ niedrigem Niveau befinden.
Als Akteure im globalen Finanzsystem gibt es den Internationalen Währungsfonds (IWF) und die Weltbank. Dem IWF werden folgende Aufgaben zugeschrieben: Förderung der internationalen Zusammenarbeit in der Währungspolitik, Ausweitung des Welthandels, Stabilisierung von Wechselkursen, Kreditvergabe, Überwachung der Geldpolitik oder technische Hilfe.